# Équipe de Tunisie de football en 2004
L'équipe de Tunisie de football connaît une année 2004 de référence pour le football tunisien comme l'a été 1978.
Portée par le public, la sélection, constituée par un groupe homogène et dirigée avec professionnalisme et rigueur, réussit enfin à inscrire son nom au palmarès de la coupe d'Afrique des nations.
Mais, si l'équipe a été flamboyante et efficace jusqu'à la coupe d'Afrique des nations, avec six victoires et deux nuls, elle l'est moins par la suite, avec deux victoires, deux nuls et quatre défaites.

## Matchs
| Date             | Stade                                | Adversaire     | Score                 | Comp                | Buteurs tunisiens                           |
| 14 janvier 2004  | Djerba, Tunisie                      | Bénin          | 2-0                   | A                   | Z. Jaziri 31e, Haggui 43e                   |
| 17 janvier 2004  | Sfax, Tunisie                        | Bénin          | 2-1                   | A                   | Santos 8e, K. Saïdi 90+5e                   |
| 24 janvier 2004  | Stade du 7-Novembre, Tunisie         | Rwanda         | 2-1                   | CAN                 | Z. Jaziri 26e, Santos 56e                   |
| 28 janvier 2004  | Stade du 7-Novembre, Tunisie         | RD Congo       | 3-0                   | CAN (1er tour)      | Santos 55e 86e, N. Braham 65e               |
| 1er février 2004 | Stade du 7-Novembre, Tunisie         | Guinée         | 1-1                   | CAN (1er tour)      | Benachour 57e                               |
| 7 février 2005   | Stade du 7-Novembre, Tunisie         | Sénégal        | 1-0                   | CAN (1/4 de finale) | Mnari 75e                                   |
| 11 février 2004  | Stade du 7-Novembre, Tunisie         | Nigeria        | 1-1 (5-4 tirs au but) | CAN (1/2 finale)    | Badra 78e (pen.)                            |
| 14 février 2004  | Stade du 7-Novembre, Tunisie         | Maroc          | 2-1                   | CAN (finale)        | Santos 5e, Z. Jaziri 52e                    |
| 31 mars 2004     | Stade du 7-Novembre, Tunisie         | Côte d'Ivoire  | 0-2                   | A                   |                                             |
| 28 avril 2004    | Sfax, Tunisie                        | Mali           | 1-0                   | A                   | M. Jdidi 56e                                |
| 30 mai 2004      | Stade du 7-Novembre, Tunisie         | Italie         | 0-4                   | A                   |                                             |
| 6 juin 2004      | Stade du 7-Novembre, Tunisie         | Botswana       | 4-1                   | QCDM/QCAN           | Clayton 18e, Haggui 35e 78e, A. Zitouni 74e |
| 20 juin 2004     | Conakry, Guinée                      | Guinée         | 1-2                   | QCDM/QCAN           | N. Braham 55e                               |
| 18 août 2004     | Stade olympique d'El Menzah, Tunisie | Afrique du Sud | 0-2                   | A                   |                                             |
| 4 septembre 2004 | Rabat, Maroc                         | Maroc          | 1-1                   | QCDM/QCAN           | Santos 14e                                  |
| 9 octobre 2004   | Blantyre, Malawi                     | Malawi         | 2-2                   | QCDM/QCAN           | Z. Jaziri 81e, Ghodhbane 90+3e              |

## Source
- Mohamed Kilani, « Équipe de Tunisie : les rencontres internationales », Guide-Foot 2010-2011, éd. Imprimerie des Champs-Élysées, Tunis, 2010